# 丸山ゆう
丸山 ゆう（まるやま ゆう、9月20日 - ）は、日本の女性声優。東京都出身。ベルプロダクション所属。旧芸名は丸山 優子（読みは同じ）。

## 略歴
中学時代はテニス部、高校時代は演劇部に所属していた。
以前はぷろだくしょんバオバブに所属していた。

## 人物
趣味はプロレス観戦、カラオケ、ゲーム、読書、ショッピング、イラスト、映画鑑賞。特技は野球、テニス、着付、ロック、ポップス、英語は少々。
X JAPANのファンであり、最初に兄がファンになり、その後丸山と母までファンになった。母は休日の朝早くからX JAPANの曲を流して掃除を始めており、兄は中学進学後バンド活動に目覚めた。丸山は一緒に興味を持ちギターをしていたという。

## 出演作品
太字はメインキャラクター。

### テレビアニメ
2008年
- 夜桜四重奏 〜ヨザクラカルテット〜（町人）

2009年
- スティッチ! 〜いたずらエイリアンの大冒険〜（級友2）
- 名探偵コナン（客）
- バトルスピリッツ 少年激覇ダン（ペンタンズ）
- ヤッターマン（第2作）（子供）

2010年
- kiss×sis（おばさん）
- しまじろう ヘソカ（2010年 - 2013年、かんた、さくらこ、カラス 他） - 2シリーズ
- それでも町は廻っている（高部）
- ダンス イン ザ ヴァンパイアバンド（シスター・ライラ）
- WORKING!!（男子小学生(2)）

2011年
- フラクタル（チカゲ、祈りの声、老巫女A、グラニッツの村人A、老巫女）

2012年
- 咲-Saki- 阿知賀編 episode of side-A（灼の祖母）

### ゲーム
- タワー オブ アイオン（2008年）
- Aion（2010年）

### ドラマCD
- 純愛特攻隊長!（遊佐美沙子、平田春親）
- 初恋限定。
- メンズ校

### 吹き替え

#### 映画
- インディ・ジョーンズ/魔宮の伝説（奴隷の少年）
- 運命のボタン
- GOAL!3（アフロディーテ 他）
- 幸せをつかむ歌（モーリーン〈オードラ・マクドナルド〉）
- シャンハイ（レニ〈フランカ・ポテンテ〉）

#### ドラマ
- iCarly
- WITHOUT A TRACE/FBI 失踪者を追え!
- エデンの東（ジョンスン）
- GIRLS/ガールズ（ターコ）
- glee/グリー（マーティン）
- サマンサ Who?
- CSI:科学捜査班
- シェイムレス 俺たちに恥はない
- スポットライト
- 善徳女王
- CHUCK/チャック
- トゥルーブラッド（ケニヤ）
- Dr.HOUSE シーズン4（デブ）
- ドラゴン桜（韓国版）（ファン・ベッキョン）
- フォーリング スカイズ（ジミー）
- ミディアム5 霊能者アリソン・デュボア（デビー）
- LAW & ORDER（アレクサンドラ・ボルジア）

#### アニメ
- アンジェリーナはバレリーナ（2008年、ウィリアム 他）

### ボイスオーバー
- ナショナルジオグラフィック